# Девито, Торри
То́рри Джоэ́л Деви́то (англ. Torrey Joel DeVitto, род. 8 июня 1984, Хантингтон, Нью-Йорк, США) — американская актриса, скрипачка, бывшая фотомодель.

## Биография
Торри Девито родилась в Хантингтоне (штат Нью-Йорк). Её отец, Либерти Девито в течение 28 лет был барабанщиком у Билли Джоэла. В связи с гастрольной деятельностью отца детство Торри прошло в разъездах. В шесть лет она начала брать уроки игры на скрипке, играла в школьном оркестре. В 15 лет Торри Девито в качестве модели снималась для рекламы, работала в модельном агентстве Ford Models в Чикаго и Майами.
Проработав несколько лет в модельном бизнесе, Девито переключилась на актёрскую карьеру. В 2005 году она стала одной из ведущих актрис в драматическом сериале канала ABC Family «Красивые люди», где играла роль амбициозной фотомодели Карен. Был снят один сезон из 16 эпизодов. В 2008 году Девито снималась в пятом и шестом сезонах молодёжного драматического сериала «Холм одного дерева». Торри играла эпизодические роли в сериалах «Лето наших надежд», «Клиника», «Дрейк и Джош», «Король Квинса», «C.S.I.: Место преступления Майами», «Касл». Также снялась в нескольких малобюджетных фильмах: «Я всегда буду знать, что вы сделали прошлым летом» и триллер «Улики». В 2010—2017 годах Девито снималась в сериале «Милые обманщицы» во второстепенной роли. Девито исполнила роль доктора Мередит Фелл в телесериале «Дневники вампира», где одну из главных ролей играл её на тот момент муж Пол Уэсли

## Личная жизнь
C 2011 по 2013 год Торри была замужем за актёром Полом Уэсли.
С 2016 года актриса встречалась с профессиональным танцором русского происхождения Артёмом Чигвинцевым. Но 10 мая 2017 года стало известно о расставании пары.
С августа 2018 по май 2019 встречалась с коллегой по телесериалу «Полиция Чикаго» Джесси Ли Соффером.

## Избранная фильмография
| Год       |   | Русское название                                  | Оригинальное название                     | Роль                |
| --------- | - | ------------------------------------------------- | ----------------------------------------- | ------------------- |
| 2004—2005 | с | Дрейк и Джош                                      | Drake & Josh                              | Дениз Вудс/Тори     |
| 2005      | с | Король Квинса                                     | The King of Queens                        | Трейси              |
| 2005      | с | Джек и Бобби                                      | Jack & Bobby                              | Тиффани             |
| 2005—2006 | с | Славные люди                                      | Beautiful People                          | Карен Керр          |
| 2006      | ф | Я всегда буду знать, что вы сделали прошлым летом | I’ll always know what you did last summer | Зоуи                |
| 2008      | ф | Зелёный луч                                       | Green Flash                               | Мия Фонсека         |
| 2008      | ф | Зимние мертвецы                                   | Killer Movie                              | Фиби Хиллдейл       |
| 2008      | с | C.S.I.: Место преступления Майами                 | CSI: Miami                                | Келли Чепман        |
| 2008—2009 | с | Холм одного дерева                                | One Tree Hill                             | Кэрри               |
| 2009      | с | Касл                                              | Castle                                    | Сиерра Гудвин       |
| 2010—2017 | с | Милые обманщицы                                   | Pretty Little Liars                       | Мелисса Хастингс    |
| 2011      | ф | Обряд                                             | The Rite                                  | Нина                |
| 2012—2013 | с | Дневники вампира                                  | The Vampire Diaries                       | доктор Мередит Фелл |
| 2012      | ф | Улики                                             | Evidence                                  | Лиан                |
| 2015—2023 | с | Медики Чикаго                                     | Chicago Med                               | Натали Мэннинг      |
| 2016—2019 | с | Полиция Чикаго                                    | Chicago P.D.                              | Натали Мэннинг      |
| 2016—2020 | с | Пожарные Чикаго                                   | Chicago Fire                              | Натали Мэннинг      |